# Mathilde Johansson
Mathilde Johansson, född 28 april 1985 i Göteborg, är en tennisspelare med anknytning till Sverige som är uppväxt i Paris och spelar för Frankrike. 
Mathilde Johansson blev professionell WTA-spelare 2000 (osäker uppgift), och har till september 2008 vunnit 7 singeltitlar och en dubbeltitel i ITF-arrangerade turneringar. Hon gjorde sin debut på WTA-touren i 2005 års Franska öppna. Hon förlorade mot sjätteseedade Svetlana Kuznetsova i första omgången. I Franska öppna 2006 nådde hon andra omgången där hon förlorade mot ryskan Maria Kirilenko i raka set. I första omgången av Wimbledonmästerskapen 2008 åkte hon ut direkt i första omgången mot Svetlana Kuznetsova som var seedad fyra i turneringen. Johanssons förlustsiffror i den jämna matchen blev 7-6, 5-7, 3-6.

## ITF-titlar

### Singel
| Nr | Datum            | Turnering                 | Underlag  | Motståndare i finalen        | Resultat      |
| 1. | 1 juli 2001      | Algeriet, Alger           | Grus      | Tyskland, Isabel Collischonn | 6–2, 6–3      |
| 2. | 3 juli 2005      | Frankrike, Mont-de-Marsan | Hardcourt | Argentina, Natalia Gussoni   | 3–6, 6–4, 6–4 |
| 3. | 30 oktober 2005  | Mexiko, Mexico City       | Hardcourt | Frankrike, Florence Haring   | walkover      |
| 4. | 5 november 2006  | Mexiko, Mexico City       | Hardcourt | Brasilien, Larissa Carvalho  | 6–1, 7–6      |
| 5. | 12 november 2006 | Mexiko, Mexico City       | Hardcourt | Österrike, Yvonne Meusburger | 7–5, 6–2      |
| 6. | 10 februari 2008 | Colombia, Cali            | Grus      | Kanada, Ekaterina Shulaeva   | 3–6, 6–0, 6–1 |
| 7. | 27 juli 2008     | Luxemburg, Petange        | Grus      | Tjeckien, Renata Voráčová    | 2–6, 7-5, 7-5 |

### Dubbel
| Nr | Datum        | Turnering           | Underlag  | Partner                 | Motståndare i finalen                                | Resultat |
| 1. | 27 juni 2004 | Grekland, Orestadia | Hardcourt | Frankrike, Aurelie Vedy | Argentina, Belen Corbalan Argentina Luciana Sarmenti | 6–0, 6–0 |

## Singelframträdande iGrand Slam-turneringar
| Turnering       | 2005 | 2006 | 2007 | 2008 | Karriär SR | Karriär segrar-förluster |
| --------------- | ---- | ---- | ---- | ---- | ---------- | ------------------------ |
| Australian Open | A    | A    | A    | 1R   | 0 / 1      | 0–1                      |
| Franska Öppna   | 1R   | 2R   | 2R   | 2R   | 0 / 4      | 3–4                      |
| Wimbledon       | A    | A    | A    | 1R   | 0 / 1      | 0–1                      |
| U.S. Open       | A    | A    | 1R   |      | 0 / 1      | 0–1                      |